# 3-я дивизия войск НКВД по охране железнодорожных сооружений (1-го формирования)
3-я дивизия войск НКВД по охране железнодорожных сооружений — воинское соединение НКВД СССР до и во время Великой Отечественной войне.

## История
Приказом НКВД СССР № 00206, от 08 марта 1939 года, «О реорганизации Управления пограничными и внутренними войсками» 4-я железнодорожная бригада войск ОГПУ СССР переформирована в 3-ю дивизию войск НКВД СССР по охране железнодорожных сооружений.
Управление дивизии и 73-й полк дислоцировались в Могилёве, 76-й полк в Орше, 79-й полк в Брянске-2.
По состоянию на 1 июня 1941 года численность дивизии составляла 5513 военнослужащих.
На 22 июня 1941 года дивизия дислоцировалась:
- Управление дивизии — Могилёв
- 53-й полк
  - Управление полка — Великие Луки
  - 1-я рота — Великие Луки
  - 2-я рота — Ржев
  - 3-я рота — Старая Русса
  - Резервная рота — Великие Луки
  - Полковая школа — Великие Луки
  - Бронепоезд № 53 (имел в составе роту мотоброневагонов) — Великие Луки, командир старший лейтенант Ляпин, Василий Николаевич[3]
- 73-й полк
  - Управление полка — Могилёв
  - 1-й батальон — Гомель
    - 1-я рота — станция Унеча
    - 2-я рота — Гомель
    - 3-я рота — станция Жлобин

  - 2-й батальон — Могилёв
    - 4-я рота — станция Осиповичи
    - 5-я рота — Могилёв

  - Резервная рота — Могилёв
  - Полковая школа — Могилёв
  - Бронепоезд № 73 — станция Могилёв, командир майор Малышев, Фёдор Дмитриевич (недоступная ссылка)
  - Рота по охране станции Реста Архивировано 25 августа 2011 года.
- 76-й полк, командир подполковник Тронин, Степан Капитонович[4]
  - Управление полка — Орша
  - 1-й батальон
    - штаб — Смоленск
    - 1-я рота — станция Орша
    - 2-я рота — станция Смоленск
    - 3-я рота — Москва
    - Гарнизон железнодорожного моста через Москва-реку у станции Фили.
    - 6-я рота — Минск
    - Гарнизон в Минске по охране кладовых филиала Государственного банка СССР[5], радиостанции РВ-10;
    - Гарнизон в Смоленске по охране кладовых филиала Государственного банка СССР Архивировано 25 августа 2011 года.

  - 2-й батальон
    - штаб — Полоцк
    - 4-я рота — Полоцк
    - 5-я рота — Полоцк

  - Резервная рота — станция Орша
  - Полковая школа — Минск
  - Бронепоезд № 76 — станция Орша
- 79-й полк
  - Управление полка — станция Брянск-2
  - 1-й батальон — станция Брянск-2
    - 1-я рота — станция Брянск-2
    - 2-я рота — станция Калуга
    - 5-я рота — Сельцо

  - 2-й батальон — Конотоп
    - 3-я рота — станция Конотоп
    - 4-я рота — станция Льгов

  - Резервная рота — станция Брянск-2
  - Полковая школа — станция Брянск-2
  - Комендатура госбанка — Минск
  - Комендатура госбанка — Смоленск

С началом Великой Отечественной войны дивизия развернулась по штатам военного времени, в Гомеле 1-й батальон 73-го полка переформирован в 78-й полк войск НКВД СССР по охране железнодорожных сооружений, в Орджоникидзеграде 79-й полк переформирован в 188-й полк войск НКВД по охране особо важных предприятий промышленности, сформирован 33-й отдельный резервный стрелковый батальон войск НКВД по охране железнодорожных сооружений, 53-й полк в своём составе сформировал 1-й и 2-й батальоны, дополнительно принял под охрану 85 объектов на Калининской железной дороге. По указанию НКВД СССР № 31 от 26.06.1941 дивизия вошла в оперативное подчинение начальнику охраны тыла Западного фронта.
Дивизия в период Великой Отечественной войны выполняла задачи по охране Западной железной дороги, Калининской железной дороги, Московско-Киевской железной дороги, Белорусской железной дороги, автодорожных мостов, войскового тыла Западного, Калининского, Брянского фронтов. Отдельные части, подразделения, бронепоезда и снайперские команды дивизии принимали активное участие в боевых действиях на Западном, Брянском фронте, в обороне Могилёва, в Московской битве.
К началу боевых действий в состав дивизии входили бронепоезда № 53, № 58 (бывший польский № 55 «Бартош Гловацкий»), № 73 и № 76. 23 июня 1941 года командир дивизии получил директиву начальника войск НКВД, регламентировавшую порядок использования бронепоездов в новых условиях. Основной задачей для них определялось оказание огневой поддержки оборонявшимся стрелковым частям. Бронепоезд № 53 должен был прикрывать Полоцкий железнодорожный узел, бронепоезд № 76 ушёл в Молодечно для поддержки 9-й кавалерийской дивизии, № 73 остался на станции Беларусь.
Их боевая биография была очень короткой. Уже через несколько дней немецкие пикирующие бомбардировщики и танки уничтожили бронепоезд № 73, а на перегоне Барановичи — Погорельцы немецкими танками был разбит бронепоезд № 58.
26 июня 1941 года рота мотоброневагонов 53-го железнодорожного полка НКВД, ранее дислоцировавшаяся на Калининской железной дороге, в составе двух мотоброневагонов прибыла в Полоцк, для прикрытия железнодорожного узла. 10 июля 1941 года один из мотоброневагонов был отрезан противником на перегоне Полота — Дретунь. Сапёрам Вермахта удалось заминировать и взорвать железнодорожный путь. После того, как закончился боезапас, команда взорвала мотоброневагон.
В окружение под Брянском попал уцелевший в боях на западной границе бронепоезд № 76. В этот раз ему не повезло: отрезанный от своих войск, получивший большие повреждения, он были взорван своей командой. Бронепоезд № 53 погиб позднее в бою на станции Тоннельная.
Дивизия в действующей армии с 26.06.1941 по 10.01.1942.
В период с 03.09.1941 года по 09.11.1941 года носила наименование Управление войск НКВД охраны тыла Брянского фронта. Части дивизии охраняли войсковой тыл Брянского фронта (53-й полк — 22А; 76-й полк — 20А; 78-й полк — 21А).
Приказом НКВД СССР № 00293 от 11 февраля 1942 года дивизия переформирована в 24-ю стрелковую дивизию войск НКВД СССР по охране железных дорог.

## Состав
- 53-й железнодорожный полк
- 58-й железнодорожный полк
- 73-й железнодорожный полк
- 76-й железнодорожный полк
- 188-й полк войск НКВД по охране особо важных предприятий промышленности[8]

## Командиры
- Киселёв, Василий Иванович, комбриг (08.03.1939 — 22.06.1941)
- Истомин, Василий Николаевич, полковник (22.06.1941 — 11.02.1942)